# St. Jürgen (Märkisch Linden)

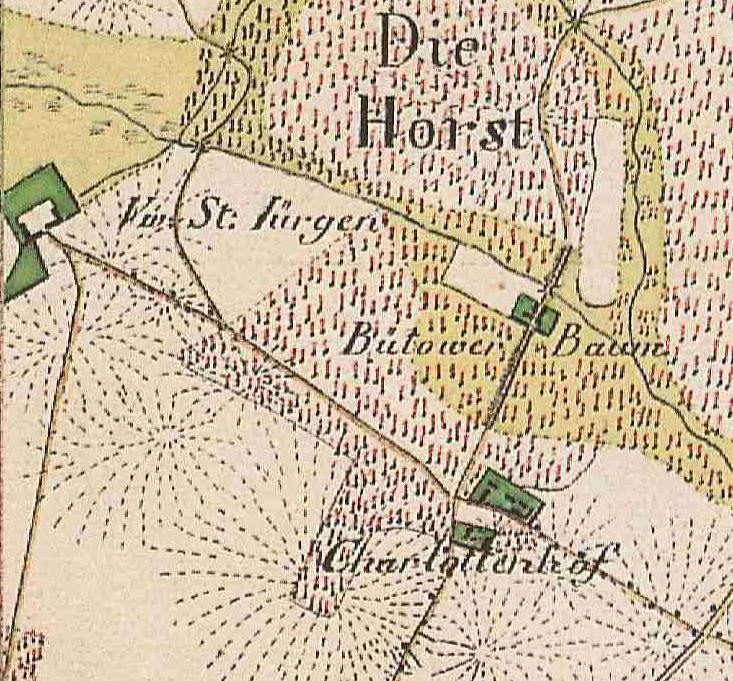
Die Wohnplätze St. Jürgen und Charlottenhof der Gemeinde Märkisch Linden, und der Wohnplatz Buchenhaus (Bütower Baum), Gemeinde Temnitzquell auf dem Urmesstischblatt 3042 Neuruppin von 1825

St. Jürgen ist ein Wohnplatz im Ortsteil Darritz-Wahlendorf der Gemeinde Märkisch Linden im Landkreis Ostprignitz-Ruppin (Brandenburg). Der Wohnplatz wurde um/vor 1756 von Georg (Jürgen) Christoph von Wahlen-Jürgass auf der wüsten Feldmark Lindow neu angelegt.

## Geographie
St. Jürgen liegt elf Kilometer nordwestlich von Neuruppin, etwa 200 Meter vom Ostufer des Katerbower Sees entfernt, auf einer Landzunge, die in die Niederung des Katerbower Sees hinein ragt. Während der Seespiegel des Katerbower Sees etwa bei 49 m ü. NHN liegt, befindet sich St. Jürgen auf etwa 52 m ü. NHN.

## Geschichte
St. Jürgen liegt auf der Feldmark des mittelalterlichen Dorfes Lindow, das nach 1490 wüst gefallen war. Die Dorfstelle lag aber an anderer Stelle als der heutige Wohnplatz am Südufer des Katebower Sees. Das Dorf gehörte zumindest wohl zum Teil, die spätere wüste Feldmark ganz dem Kloster Lindow in Lindow (Mark) (um 1530). Das untergegangene Dorf ist in der Liste der Bodendenkmale unter der Nr. 100124 (Siedlung slawisches Mittelalter, Siedlung deutsches Mittelalter) verzeichnet. Der heutige Ort wird 1753 erstmals als St. Gürgen erwähnt.
Schon 1752 gab es das Projekt, die wüste Feldmark Lindow mit einem Vorwerk, zwei Kossäten und drei Tagelöhnerhäusern wieder aufzubauen. die neue Siedlung sollte Klosterfelde heißen. 1753 erhielt Georg (Jürgen) Christoph von Wahlen-Jürgass in Ganzer die wüste Feldmark Lindow erbzinsweise vom Kloster Lindow bzw. Stift Lindow. Die wüste Feldmark hatte 1756 eine Größe von 1402 Morgen 99 Quadratruten Äcker und Wiesen (ein Morgen zu 180 QR). Die Feldmark war im eigentlichen Sinne nicht wüst, sondern wurde von den benachbarten Dörfern Darritz, Katebow und Wahlendorf mitgenutzt. Georg Christoph von Wahlen-Jürgass errichtete bald darauf ein Vorwerk, das er nach seinem Rufnamen Jürgen bzw. nach dem Nachnamen Jürgass, der ebenfalls von Jürgen/Jurgen abgeleitet ist, nannte. 1767 hatte St. Jürgen zwei Feuerstellen und 15 Bewohner, 1787 waren es 21 Einwohner.
Nach Friedrich Wilhelm Bratring standen in St. Jürgen drei Wohnhäuser in den drei Familien, insgesamt 15 Personen wohnten. Die Aussaat betrug 5 Wispel 8 Scheffel Roggen, 12 Scheffel Gerste, 6 Wispel Hafer, 7 Scheffel Erbsen, 12 Scheffel Kartoffeln und 9 Scheffel Buchweizen. Auf dem Hof wurden 4 Pferde, 27 Stück Rindvieh, 358 Schafe und 20 Schweine gehalten.
1801 lebten drei Einlieger in zwei Feuerstellen in St. Jürgen, insgesamt 19 Personen. 1817 wohnten elf Personen in St. Jürgen. 1840 ist nur ein Wohnhaus mit 12 Einwohnern dokumentiert. Es gehörte anteilig dem Stift Lindow und dem Erbhofmeister der Kurmark Graf von Schönermark. 1860 galt St. Jürgen als Vorwerk des Gutes Charlottenhof. Damals standen in St. Jürgen drei Wohngebäude und fünf Wirtschaftsgebäude. Insgesamt wohnten 12 Personen in St. Jürgen. 1858 war die Zahl der Bewohner auf 25 Einwohner angestiegen. 1855 gehört St. Jürgen zum Fideikommiss des Grafen Hans Karl Albert von Königsmarck auf Netzeband und Plaue.1855/63 gehörte Charlottenhof zum Hausfideikommiss des Grafen Hans Karl Albrecht von Königsmarck auf Plaue, ebenso 1885. Das Vorwerk in St. Jürgen war zusammen mit dem Rittergut Stöffin und dem Gut in Wahlendorf an Heinrich Knoop verpachtet. 1896 und 1903 waren die Güter Wahlendorf und St. Jürgen an I. Knoop verpachtet; Stöffin war getrennt verpachtet. 1907 hatte Max Wittstock neben Stöffin auch Wahlendorf und St. Jürgen übernommen. Die beiden Güter Wahlendorf und St. Jürgen hatten zusammen eine Größe von 822 ha. Auf den beiden Vorwerken standen zusammen 36 Pferde, 181 Stück Rindvieh, 225 Schafe und 160 Schweine. 1914 und 1923 war Max Wittstock war nur noch Pächter von Stöffin I und II. Wahlendorf und St. Jürgen hatten mit I. v. d. Oelsnitz einen neuen Pächter bekommen. St. Jürgen hatte 1925 elf Einwohner.

## Wirtschaft
Im Ort ist ein Forstbetrieb ansässig.